# Santa Cecilia e David
Santa Cecilia e David sono due ante d'organo dipinte a olio su tela (538x278 cm ciascuna) da Parmigianino, databili al 1523 circa e conservati nella chiesa di Santa Maria della Steccata a Parma.

## Storia
Le due ante d'organo dipinte si trovavano in antico nel vecchio oratorio della Steccata di Parma, demolito per far spazio all'attuale basilica-santuario nel 1531. Popham fu il primo a sostenere una datazione anteriore alla partenza del Parmigianino per Roma, poi confermata dal resto della critica.
Completata la nuova basilica nel 1541-1542 le due tele vennero ingrandite, ridipinte e collocate nel nuovo organo, ridecorato da Jan Sons nel 1579. A lui spettano le figure dei putti in alto e le colonne tortili ai lati (non riprodotte nella foto). Vennero inserite nel lato interno degli sportelli che proteggevano l'organo, in modo da essere visibili solo quando aperte e al contrario della primitiva destinazione, che riguardava invece le facciate esterne.
Nonostante la collocazione seminascosta, tutte le antiche guide a Parma non si dimenticarono di citarle con attribuzione concorde al Parmigianino: Oddi nel Seicento, Barri nel 1671 (che parlò di una "sibilla"), Zappata nel 1690.
Ne esistono vari disegni preparatori, al Cabinet des Dessins (inv. 6456) e al Museo di Belle Arti di Budapest (inv. 2108 recto e verso).

## Descrizione e stile
Da una nicchia ombrosa emergono i due personaggi sacri protettori della musica, ciascuno impugnante uno strumento musicale: Cecilia con un violone e l'archetto solennemente alzato, David con un liuto. Entrambi hanno pose artificiose e ad effetto, con la schiena inarcata ora in avanti ora verso lo sfondo e panneggi voluttuosamente arrotolati attorno al corpo, in uno stile che mostra ormai caratteri pienamente manieristi. Ciò è confermato anche dai putti che accompagnano i personaggi principali: un giovane laureato accanto a Cecilia trascina una lunga tromba e tiene un cuscino sulla spalla, procedendo con la tipica posizione "di maniera" di chi cammina avanti guardando indietro; ai piedi di David invece si vede invece un fanciullo che, appoggiato a un gradino che sembra sporgere fuori, fa capolino dalla spalla col braccio appoggiato in terra.
Evidente è l'ispirazione correggesca: la santa ad esempio ha i capelli raccolti in trecce che simulano una sorta di diadema del tutto simile a quello della Diana nella Camera della Badessa. Alcuni errori minori di proporzione (come il braccio troppo muscoloso del putto a destra) testimoniano la precocità dell'opera.

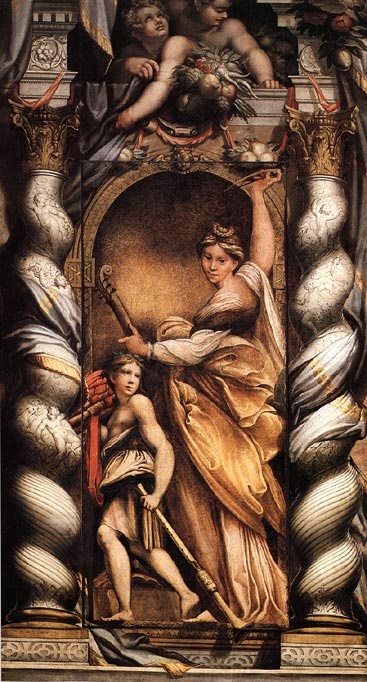
Santa Cecilia, dimensione attuale integrale
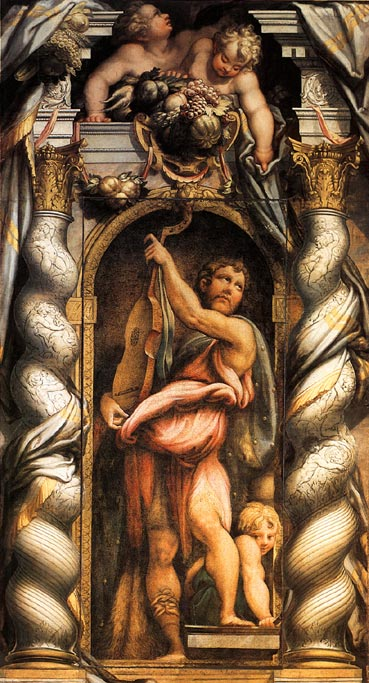
David, dimensione attuale integrale